# Airat Mardéiev
Airat Mardéiev (en rus: Айрат Мардеев) (Nàberejnie Txelní, Tatarstan, Rússia, 1 de gener de 1987) és un pilot de ral·li tàtar, especialitzat en ral·li raid, fill del també pilot Ilguizar Mardéiev.

## Trajectòria
Mardéiev va iniciar la seva carrera al Ral·li Dakar en l'edició de 2009 com a mecànic del seu pare Ilguizar Mardéiev a l'equip KamAZ, i finalitzà en la 4a posició de la classificació general, resultat que va igualar dos anys després en l'edició de 2011.
L'any 2012, ja com a pilot oficial de KamAZ, no aconsegueix concloure la prova, i abandona en la 10a etapa. L'any següent, en l'edició de 2013, s'anota la seva victòria d'etapa, i finalitza la competició en la 2a posició al podi de Santiago de Xile, només superat pel seu company d'equip Eduard Nikolàiev. L'any 2014 va haver de retirar-se en la 3a etapa després de patir una topada.
En altres proves fora del Dakar destaca el seu triomf en el Ral·li Ruta de la Seda en l'edició de 2012.

## Palmarès al Ral·li Dakar
| Any  | Categoria | Model         | Posició  |
| ---- | --------- | ------------- | -------- |
| 2012 | Camió     | KamAZ 4326 VK | Abandona |
| 2013 | Camió     | KamAZ 4326 VK | 2n       |
| 2014 | Camió     | KamAZ 4326 VK | Abandona |
| 2015 | Camió     | KamAZ 4326 VK | 1r       |